# Pergalumna operata
Pergalumna operata är en kvalsterart som beskrevs av Tseng 1984. Pergalumna operata ingår i släktet Pergalumna och familjen Galumnidae. Inga underarter finns listade i Catalogue of Life.